# Hilișeu-Horia
Hilişeu-Horia é uma comuna romena localizada no distrito de Botoşani, na região de Moldávia. A comuna possui uma área de 59.67 km² e sua população era de 3659 habitantes segundo o censo de 2007.